# Ginnastica ai Giochi della XXXI Olimpiade - Trampolino femminile
La competizione del trampolino femminile (ginnastica) dei giochi olimpici di Rio de Janeiro 2016 si è svolta il 13 agosto 2016 presso la HSBC Arena.

## Risultati

### Qualificazioni
Le prime otto ginnaste si sono qualificate per la finale.
| Pos. | Ginnasta            | Obbligatorio | Personale | Penalità | Totale  | Note |
| ---- | ------------------- | ------------ | --------- | -------- | ------- | ---- |
| 1    | Taccjana Pjatrėnja  | 47.850       | 56.665    |          | 104.515 | Q    |
| 2    | Li Dan              | 48.075       | 56.000    |          | 104.075 | Q    |
| 3    | Rosannagh MacLennan | 47.490       | 55.640    |          | 103.130 | Q    |
| 4    | He Wenna            | 48.000       | 55.095    |          | 103.095 | Q    |
| 5    | Kat Driscoll        | 46.950       | 53.345    |          | 100.295 | Q    |
| 6    | Hanna Harchonak     | 47.540       | 52.735    |          | 100.275 | Q    |
| 7    | Bryony Page         | 47.550       | 52.525    |          | 100.075 | Q    |
| 8    | Luba Golovina       | 47.080       | 51.205    |          | 98.285  | Q    |
| 9    | Yana Pavlova        | 46.940       | 51.120    |          | 98.060  |      |
| 10   | Leonie Adam         | 45.355       | 52.530    |          | 97.885  |      |
| 11   | Ana Rente           | 45.220       | 52.665    |          | 97.885  |      |
| 12   | Ekaterina Khilko    | 46.570       | 50.955    |          | 97.525  |      |
| 13   | Rana Nakano         | 44.580       | 52.195    |          | 96.775  |      |
| 14   | Marine Jurbert      | 46.445       | 50.315    |          | 96.760  |      |
| 15   | Nicole Ahsinger     | 45.250       | 50.205    |          | 95.455  |      |
| 16   | Nataliia Moskvina   | 46.030       | 17.300    |          | 63.330  |      |

### Finale
| Pos. | Atleta              | Nazione       | Difficoltà | Esecuzione | Volo   | Totale |
| ---- | ------------------- | ------------- | ---------- | ---------- | ------ | ------ |
|      | Rosannagh MacLennan | Canada        | 15.000     | 25.200     | 16.265 | 56.465 |
|      | Bryony Page         | Gran Bretagna | 14.400     | 25.500     | 16.140 | 56.040 |
|      | Li Dan              | Cina          | 15.000     | 24.900     | 15.985 | 55.885 |
| 4    | He Wenna            | Cina          | 15.200     | 24.000     | 16.370 | 55.570 |
| 5    | Taccjana Pjatrėnja  | Bielorussia   | 14.600     | 24.300     | 15.750 | 54.650 |
| 6    | Kat Driscoll        | Gran Bretagna | 14.400     | 23.400     | 15.845 | 53.645 |
| 7    | Luba Golovina       | Georgia       | 14.400     | 21.300     | 15.310 | 51.010 |
| 8    | Hanna Harchonak     | Bielorussia   | 1.500      | 2.400      | 1.800  | 5.700  |